# Ștefești, Prahova
Ștefești este satul de reședință al comunei cu același nume din județul Prahova, Muntenia, România.